# XBIZ Award for Best Actor - Taboo Release
L'XBIZ Award for Best Actor - Taboo Release è un premio pornografico assegnato all'attore votata come migliore in una scena taboo dalla XBIZ, l'ente che assegna gli XBIZ Awards, uno dei maggiori premi del settore.
Come per gli altri premi, viene assegnato nel corso di una cerimonia che si svolge a Los Angeles, solitamente nel mese di gennaio, solo tra il 2019 e il 2020 e in quest'ultima edizione con il nome "Best Actor - Taboo - Themed Release".

## Vincitori

### Anni 2010
| Anno | Vincitrice    | Titolo              |
| ---- | ------------- | ------------------- |
| 2019 | Michael Vegas | The Jeaolus Brother |

### Anni 2020
| Anno | Vincitrice   | Titolo                       |
| ---- | ------------ | ---------------------------- |
| 2020 | Tommy Pistol | Future Darkly: The Aura Doll |